# فرایند فورموکس
فرایند فورموکس (انگلیسی: Formox process) فرآیندی شیمیایی برای تولید فرمالدهید در ابعاد صنعتی است که تحت مالکیت و امتیاز شرکت شیمیایی جانسون متی است.
فرمالدهید به صورت صنعتی از اکسایش متانول در حضور کاتالیزور نقره یا مخلوطی از اکسید آهن به همراه مولیبدن و/یا وانادیوم تولید می‌شود.
در فرآیند فورموکس از اکسید آهن به همراه وانادیوم و/یا مولیبدن به عنوان کاتالیزور استفاده می‌شود. در این فرآیند اکسیژن و متانول در دمای ۳۰۰ تا ۴۰۰ درجه سانتی گراد طی معادله زیر واکنش نشان می دهند:
CH۳OH + ½ O۲ → H۲CO + H۲O.
فرآیند بر مبنای کاتالیست نقره معمولاً در دماهای بالاتر از ۶۵۰ درجه سانتی گراد انجام می‌شود. در این روش دو واکنش شیمیایی به صورت همزمان موجب تولید فرمالدهید می‌شود. یکی از واکنش‌ها مانند روش قبل و دیگری شامل هیدروژن زدایی از متانول طبق معادله واکنش زیر است:
CH۳OH → H۲CO + H۲
همچنین مقدار اندکی(در حد چند ppm) فرمیک اسید در اثر اکسایش فرمالدهید طی فرآیند تولید می‌شود که در محلول نهایی حاصل وجود دارد.